# Quari Bravo
Quari Bravo foi um cavalo puro-sangue inglês de corrida, de pelagem tordilha, que participou de importantes corridas do turfe brasileiro e argentino.  Tríplice Coroado em 1997 ,no ano de 1998 disputou e venceu o Grande Prêmio São Paulo e o Grande Prêmio Brasil,  as duas corridas mais importantes do país.  Além disto obteve segunda colocação no Gran Premio Carlos Pellegrini . Foi considerado  o melhor cavalo brasileiro de sua década, sendo lembradas suas arrancadas avassaladoras na reta de chegada. 
Quari Bravo era de criação e propriedade do Haras Phillipson, do empresário brasileiro Benjamin Steinbruch, também conhecido como o principal acionista da CSN. Quari Bravo morreu na Argentina, decorrente de problemas do aparelho digestivo (cólica).